# Boumba
Boumba är ett vattendrag i Kamerun.   Det ligger i regionen Östra regionen, i den sydöstra delen av landet, 500 km öster om huvudstaden Yaoundé.